# Aleksandr Hercen
Aleksandr Iwanowicz Hercen (ros. Александр Иванович Герцен; ur. 25 marca?/6 kwietnia 1812 w Moskwie, zm. 9 stycznia?/21 stycznia 1870 w Paryżu) – rosyjski pisarz, myśliciel społeczny, działacz polityczny popierający powstanie styczniowe w Polsce. Autor dzieła Rzeczy minione i rozmyślania, uważanego za jeden z najlepszych utworów rosyjskiej prozy.
Zwolennik poglądów rewolucyjno-demokratycznych. Jego doktryna „rosyjskiego socjalizmu”, który miał  powstać w Rosji z ominięciem fazy kapitalizmu, wywarła duży wpływ na rosyjskich narodników.

## Życiorys
Urodził się w Moskwie, jako nieślubny syn rosyjskiego arystokraty Iwana Jakowlewa i pochodzącej ze Stuttgartu 16-letniej Henrietty Wilhelminy Luisy Haag, nazwisko utworzono mu od das Herzchen (serduszko), jak zwracała się do niego matka.
Wstąpił na Uniwersytet Moskiewski w 1829 r., rozpoczął studia matematyczno-fizyczne. Początki zainteresowań społeczno-politycznych Hercena wiążą się z powstaniem dekabrystów i straceniem przywódców. Wraz z przyjacielem Nikołajem Ogariowem założył koło polityczne. Krąg zainteresowań Hercena oscylował wokół myśli socjalistyczno-utopijnej (Saint-Simon). Działalność Hercena wzbudziła podejrzliwość caratu, co doprowadziło do aresztowania uczestników koła. W 1835 Hercen, jako przywódca, został zesłany do pracy administracyjnej. Kiedy w 1840 powrócił do Moskwy był opozycyjnie nastrojonym myślicielem, zapoznał się z pracami Hegla, które wywarły na niego znaczny wpływ.
W ruchu społecznym Rosji Hercen zaczął odgrywać istotną rolę w latach czterdziestych, gdy aktywnie zwalczał słowianofilskie utopie społeczne. Oprócz publicystyki uprawiał wówczas twórczość artystyczną. Jako pisarz beletrystyczny znajdował się pod wpływem Gogola.
W roku 1847 Hercen wyjechał za granicę, a w 1850 uzyskał status emigranta politycznego.
Projektował wszcząć walkę z reżimem mikołajowskim z zewnątrz. Z zachwytem śledził przebieg i rozwój Wiosny Ludów we Francji i Włoszech. Załamanie zrywu rewolucyjnego oznaczało dla Hercena kryzys światopoglądu i klęskę okcydentalistycznych ideałów.
W tym czasie rozgrywał się również osobisty dramat Hercena związany ze śmiercią żony.
Po pobycie we Włoszech, Francji i Szwajcarii w 1852, Hercen osiadł w Londynie, gdzie nawiązał współpracę z Towarzystwem Demokratycznym Polskim i przy jego pomocy organizował Wolną Drukarnię Rosyjską. W okresie londyńskim nawiązał też bliskie kontakty z polskim wydawcą i działaczem emigracyjnym, Zenonem Świętosławskim.
Po klęsce Rosji w wojnie krymskiej i śmierci Mikołaja I w 1855 założył czasopismo „Polarnaja Zwiezda”, nawiązujące do tradycji dekabrystów. W lipcu 1857 rozpoczął z Ogariowem druk „Kołokoła”, który kolportowany do Rosji stał się potężnym czynnikiem radykalizacji nastrojów. Od wydania manifestu carskiego w 1861 dotyczącego reformy uwłaszczeniowej, Hercen przeszedł na stanowisko rewolucyjnych demokratów, planując sojusz z Czernyszewskim, który został jednak wykluczony z życia społeczno-politycznego Rosji. Hercen zaś kładł podwaliny pod przyszły radykalny ruch narodnicki w Rosji. Wówczas też współpracował z Michaiłem Bakuninem.
Na przełomie lat 1861/1862 powstała pierwsza „Ziemla i Wola”, na którą wpływ miały poglądy Hercena. W 1863 poparł powstanie styczniowe, co spowodowało protesty emigracji rosyjskiej i utratę przez „Kołokoł” połowy abonentów. W 1867 pismo, wobec braku zainteresowania, zostało zamknięte.
W latach 1852–1868 Hercen stworzył Rzeczy minione i rozmyślania, literacką kronikę własnego życia, ale też życia ideowego Rosji i Europy.

## Wybrana twórczość
dzieła literackie
- 1846 – Kto winien? lub Czyja wina? (ros. Кто виноват?)
- 1848 – Sroka złodziejka (ros. Сорока-воровка)

próby pogodzenia idealizmu z materializmem
- O miejscu człowieka w przyrodzie
- Pierwsze spotkanie
- Legenda
- Drugie spotkanie

kryzys ideałów
- 1852 – Listy z Francji i Włoch (ros. Письма из Франции и Италии)
- Z tamtego brzegu (ros. С того берега)

teoria tzw. rosyjskiego socjalizmu chłopskiego
- O rozwoju idei rewolucyjnych w Rosji

rewolucyjny demokratyzm
- Końce i początki
- Do żołnierzy rosyjskich

pamiętniki
- 1852-1868 – Rzeczy minione i rozmyślania (ros. Былое и думы)

### Źródła w języku polskim
- Jan Kucharzewski, Od białego caratu do czerwonego (tom 1–7, Warszawa 1923–1935, Wyd. Kasy im Mianowskiego), Wyd. I powojenne pod red. nauk. Andrzeja Szwarca i Pawła Wieczorkiewicza. Warszawa 1998-2000 Wydawnictwo Naukowe PWN, ISBN 83-01-12453-9.
- Aleksandr Spirkin: Poglądy filozoficzne rosyjskich rewolucyjnych demokratów XIX w. W: Aleksandr Spirkin: Zarys filozofii marksistowskiej (Tyt. oryg.: Kurs marksistskoj fiłosofii). tł. Lucyna Smolińska. Warszawa: Książka i Wiedza, 1968, s. 52–55. (pol.).
- Iwan Szczipanow: Myśl filozoficzna i społeczna w Rosji w latach czterdziestych—sześćdziesiątych XIX w. Materializm rewolucyjnych demokratów i ich walka z idealizmem. W: Krótki zarys historii filozofii. Pod redakcją M.T. Jowczuka, T.I. Ojzermana, I.J. Szczipanowa. Przeł. Marian Drużkowski i in.. Wyd. II, poprawione i uzupełnione. Warszawa: Książka i Wiedza, listopad 1969, s. 318-368. (pol.).
- Jacek Uglik, Aleksandra Hercena dyskurs o człowieku, czyli projekt rosyjskiej filozofii otwartej, Wydawnictwo IFiS PAN, Warszawa 2016.

### Źródła w języku rosyjskim
- Светлана Иванова, Обсуждение «польского вопроса» на страницах периодических изданий 60-х годов XIX века. ip-r.org. [zarchiwizowane z tego adresu (2013-09-30)]. // Rocznik Instytutu Polsko-Rosyjskiego-Ежегодник Русско-польского института № 1 (2) 2012
- Biografia Hercena na portalu Peoples.ru [online] [dostęp 2014-03-11] (ros.).
- Biografia Hercena na portalu Chronos. [dostęp 2014-03-11]. (ros.).
- Biografia Hercena na portalu Krugoswiet. [dostęp 2014-03-11]. (ros.).

Źródła w języku angielskim
- Aleksandr Ivanovich Herzen, [w:] Encyclopædia Britannica [dostęp 2014-03-11] (ang.).
- Biografia Hercena i informacja o jego pochówku na portalu Find A Grave. [dostęp 2014-03-11]. (ang.).